# 24. Panzer-Division (Wehrmacht)
Die 24. Panzer-Division war ein Großverband der Wehrmacht während des Zweiten Weltkrieges.

## Geschichte

### Aufstellung

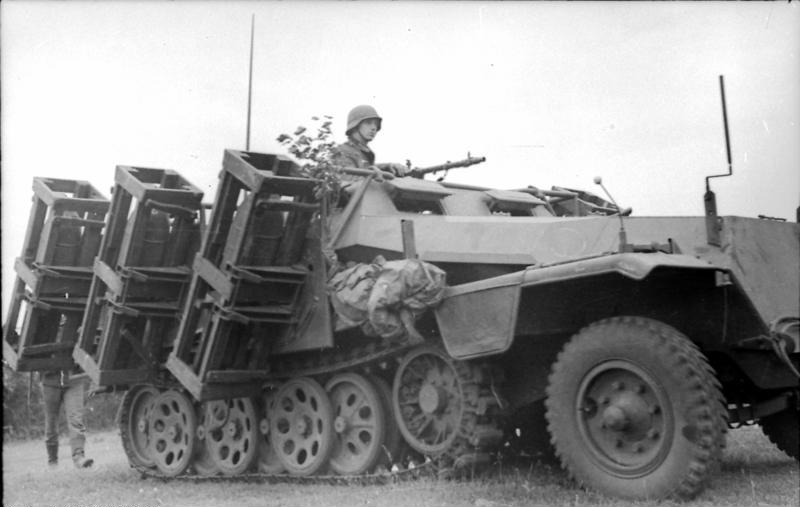
Sd.Kfz. 251 der 24. Panzer-Division mit Wurfrahmen 40, Sommer 1942

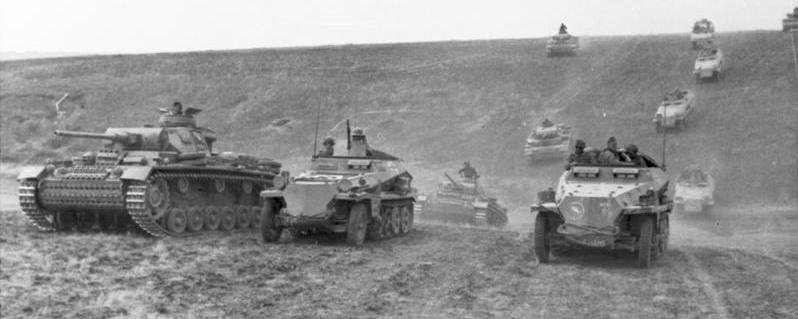
Panzer III, Sd.Kfz. 250 und Sd.Kfz. 251 der Division, Südrussland, 21. Juni 1942

Die 24. Panzer-Division (24. PD) wurde am 28. November 1941 auf dem Truppenübungsplatz Stablack (Ostpreußen) aus der 1. Kavallerie-Division gebildet.
Die Gliederung mit den für den Verband durchgeführten Neuaufstellungen war:
- Divisionsstab () (aus )
- Panzer-Regiment 24 () (aus den Reiter-Regiment 2 und 21, Panzer-Abteilung 101, Panzer-Ersatz-Abteilung 1 und Panzertruppenschule Wünsdorf)
- Schützen-Brigade 24 (aus Stab / Reiter-Brigade 1)
  - Schützen-Regiment 21 () (aus Reiter-Regiment 1)
  - Schützen-Regiment 26 () (aus Reiterregiment 26)
- Artillerie-Regiment (mot.) 89 () (aus Reitendem Artillerie-Regiment 1)
  - Beobachtungs-Batterie 128
- Panzer-Aufklärungs-Abteilung 24 () (aus Kradschützen-Abteilung 26 und Radfahr-Abteilung (tmot.) 1 (1.Kavallerie-Division))
- Panzerjäger-Abteilung (mot.) 40 () (aus )
  - Fla-Schwadron (Sfl.)
- Panzer-Nachrichten-Abteilung 86 () (Neuaufstellung)
- Panzer-Pionier-Bataillon 40 () (Neuaufstellung)
- Sonstige Versorgungstruppen mit der Nr. 40 (aus )

Die 24. Panzer-Division führte in den meisten Einheiten, sofern aus Reiterregimentern entstanden, weiterhin die goldgelbe Waffenfarbe der Kavallerie an der Uniform. Auch blieben teilweise die Bezeichnungen Abteilung (für Bataillon) und Schwadron (für Kompanie) erhalten. Die speziellen Kavalleriedienstgrade wie Rittmeister (für Hauptmann), Stabs-, Ober- und Wachtmeister (für Stabs-, Ober- und Feldwebel) blieben ebenfalls erhalten.

### Verlegung an die Ostfront
Nach der Verbands- und Gefechtsausbildung auf den Truppenübungsplätzen in Mailly-le-Camp und Coëtquidan in Frankreich wurde die gesamte 24. PD, nunmehr unter dem Befehl von Generalmajor Bruno Ritter von Hauenschild, im Mai 1942 verladen und im Bahntransport an die Ostfront gebracht.

### Sommeroffensive 1942
Unter dem Kommando des XXXXVIII. Panzerkorps der 4. Panzerarmee (Heeresgruppe Süd) begann am 28. Juni 1942 die deutsche Sommeroffensive. Die Panzer stießen in Richtung Woronesch/Don vor und konnten die Stadt im Zusammenwirken mit der Division Großdeutschland am 8. Juli 1942 teilweise einnehmen.
Danach erfolgte ein Vorstoß in den großen Donbogen in Richtung Kalatsch. Immer wieder durch Nachschubprobleme aufgrund der überdehnten Transportwege zum Anhalten gezwungen, erreichte die Division Anfang August den Don und beteiligte sich an der Kesselschlacht bei Kalatsch.
Nachdem der Fluss am 12. August überquert worden war, ging es im Verband des XXIV. Panzerkorps in Richtung Stalingrad.

#### Schlacht um Stalingrad

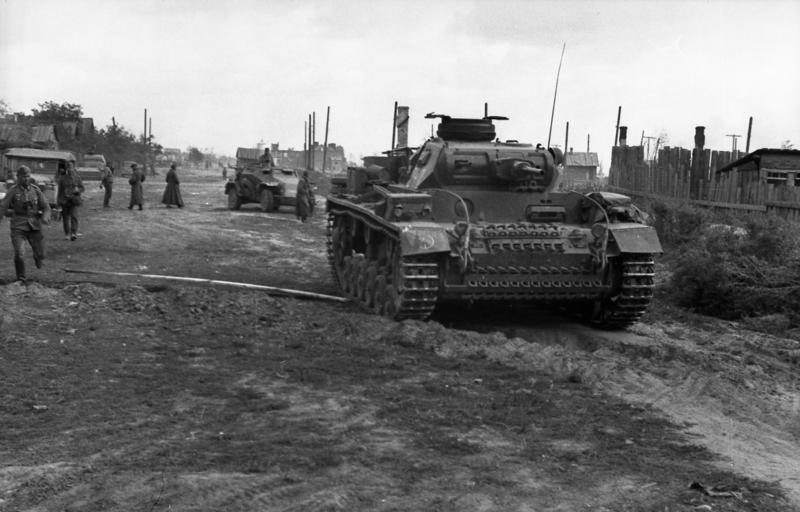
Ein Panzer III der 24. PD bei Stalingrad

Die 24. PD unterstand während der Schlacht um Stalingrad der 4. Panzerarmee unter Generaloberst Hermann Hoth und dem XXXXVIII. Panzerkorps unter General der Panzertruppe Werner Kempf. Am 4. September erreichte die Division nach schweren Kämpfen die Vororte Stalingrads und besaß zu diesem Zeitpunkt nur noch 34 einsatzfähige Panzer. Nach dem Durchbrechen des sowjetischen Verteidigungsgürtels erreichte die Division am 10. September den Vorort Minnina, wobei nur noch die Hälfte der Soll-Stärke an Soldaten sowie lediglich zehn Panzer einsatzbereit waren.
Panzer-Kompanien der 24. PD waren an allen wichtigen Schauplätzen der Schlacht im Einsatz:
- Kampf in den Vororten über die Südstadt
- Mamajew-Hügel
- Traktorenwerk „Dserschinski“
- Geschützfabrik „Barrikaden“ mit den Arbeitersiedlungen („Schnellhefter-Blöcke“)
- Stahlwerk „Roter Oktober“
- Operation Hubertus

Somit war auch diese Division an den schweren Häuserkämpfen in Stalingrad beteiligt, obwohl eine Panzer-Division grundsätzlich nicht für derartige Kämpfe taktisch ausgerüstet und ausgebildet ist.
| Panzergrenadier-Regiment 26                                                                 |
| I. Bataillon / Panzergrenadier-Regiment 21                                                  |
| 4./ Kradschützen-Bataillon 4 (mit Ausnahme der 1. Kompanie)                                 |
| 1. und 3. Kompanie / Panzerpionier-Bataillon 40                                             |
| Flammenwerfer-Gruppen des Panzerpionier-Bataillons 40                                       |
| Panzerartillerie-Regiment 89 (mit Ausnahme der 4. Batterie)                                 |
| Stab und Elemente der Panzerjäger-Abteilung 670 mit fünf selbstfahrenden 7,62-cm-Geschützen |
| 2. Kompanie des Panzerpionier-Bataillon 40 (mit Ausnahme eines Zuges)                       |
| zehn Kampfpanzer der Abteilung Lancken                                                      |

| Panzergrenadier-Regiment 21 (mit Ausnahme des I. Bataillons) |
| Pionier-Bataillon 635                                        |
| IV. Abteilung / Panzerartillerie-Regiment 89                 |
| Elemente der Panzerjäger-Abteilung 670                       |
| 1 Zug / 2./Panzerjäger-Abteilung 40                          |

#### Im Kessel
Infolge der sowjetischen Gegenoffensive ab dem 19. November 1942 (Operation Uranus) gerieten große Teile der Division in den Kessel von Stalingrad. Diese kämpften bis zur Kapitulation der 6. Armee am 2. Februar 1943, wobei etwa 1500 Angehörige der 24. PD in Kriegsgefangenschaft gerieten.

## Neuaufstellung
Mitte März 1943 trafen 2000 bis 3000 Soldaten der Restgruppe 24. PD in Liseux/Frankreich ein, wo sofort die Neuaufstellung begann. Dazu wurden die Restgruppe 24. PD, Feldersatzeinheiten des Ersatzheeres (dabei erhebliche Teile von Luftwaffensoldaten aus aufgelösten Luftwaffenverbänden) und zurückkehrende Urlauber, Kommandierte und Genesene verwendet. Bis Juni 1943 war die Neuaufstellung abgeschlossen. Das Panzer-Regiment 24 verfügte nur über die III. Abteilung, die mit 49 Panzer IV, 44 StuG III, 9 Panzerbefehlswagen und 14 Flammpanzern ausgestattet war. Die II. Abteilung wurde offensichtlich nicht aufgestellt, während die mit Panthern ausgerüstete I. Abteilung vorerst in Frankreich verblieb und dort der 116. Panzer-Division unterstellt wurde.

### Gliederung
- Stab 24. PD
- Panzer-Regiment 24 (I. Abteilung mit drei Kompanien, II. Abteilung nicht aufgestellt, III. Abteilung mit vier Kompanien)
- Panzergrenadier-Regiment 21 (Regimentsstab, zwei Bataillone mit je vier Kompanien, schwere Infanteriegeschütz-Kompanie, Flugabwehr-Kompanie)
- Panzergrenadier-Regiment 26 (Gliederung wie PzGrenRgt 21)
- Panzerartillerie-Regiment 89 (I. Abteilung mit Selbstfahrlafetten, II. leichte Abteilung, III. schwere Abteilung; insgesamt neun Batterien)
- Panzeraufklärungs-Abteilung 24 (1. und 2. Panzerspäh-Kompanie, 3. und 4. Schützen-Kompanie gep., 5. schwere Kompanie gep.)
- Panzerjäger-Abteilung 40 (1. Kompanie mit PaK mot. Zug, 2. und 3. Kompanie mit Jagdpanzern)
- Heeresflakartillerie-Abteilung 283 (1. und 2. schwere Flakkompanie, 3. leichte Flakkompanie)
- Panzerpionier-Bataillon 40 (1. und 2. Kompanie motorisiert, 3. Kompanie mechanisiert)
- Panzernachrichten-Abteilung 86 (Fernsprechkompanie, Funkkompanie)
- Panzer-Divisions-Nachschubführer 40 (Kraftwagen-Kolonnen, Pferdetransport-Kolonnen, Werkstatt-Kompanien)

### Verlegung nach Italien
Im Juli/August 1943 wurde die 24. PD im Bahntransport nach Norditalien in den Raum Modena–Bologna–Florenz–Pisa–Livorno verlegt. Dort wurde die Division zur Sicherung und zum Küstenschutz eingesetzt. An der Entwaffnung des italienischen Heeres (Fall Achse) im September 1943 nahm die Division ebenfalls teil.

### Verlegung an die Ostfront
Ab 17. Oktober 1943 kämpfte die Division wieder im Südabschnitt der Ostfront und nahm an den Abwehrkämpfen am Dnepr bei Nowo Staro Dub teil. Danach erfolgten weitere Abwehrkämpfe im Rahmen des LI. Armeekorps und XXXX. Panzerkorps im Raum Dnepropetrowsk–Kriwoi Rog. Vom 29. Dezember 1943 bis zum 21. Februar 1944 verteidigte die 24. PD den Brückenkopf Nikopol. Anfang März war sie in Abwehrkämpfe im Norden von Bessarabien verwickelt und zog sich dann über den Bug und die Moldau ins rumänische Karpatenvorland zurück.
Von März bis Mitte Mai 1944 war die Division in Abwehrkämpfe in Nordbessarabien verwickelt. Nach weiteren Abwehrkämpfen an der oberen Moldau erfolgten Gegenangriffe nördlich von Jassy bis Anfang Juni.

### Auffrischung 1944
Nach einer kurzen Auffrischung bis zum Juli erfolgte der Abtransport nach Galizien. Von August bis Anfang September führte die Division Gegenangriffe oder Abwehrkämpfe zwischen dem San und der Weichsel durch. Die tatsächliche personelle und materielle Stärke der Division war zu diesem Zeitpunkt höchst unterschiedlich. Während die personelle Lage (außer bei den Panzergrenadieren und Pionieren) relativ gut war, lag die Einsatzbereitschaft bei allen wichtigen Waffen, abgesehen von der 7,5-cm-PaK 40, weit unter 50 %.

### Verteidigung am Duklapass
Am 15. September erfolgte die Verlegung in die Beskiden zum XXIV. Panzerkorps. Dort wurde das Korps zur Verteidigung des Duklapass eingesetzt.

### Verlegung nach Ungarn
Ab dem 11. Oktober erfolgte der Bahntransport nach Ungarn zum Brückenkopf Szolnok an der Theiß. Neben Abwehrkämpfen erfolgten bis zum 12. Januar 1945 auch Gegenangriffe im zwischen Theiß und Ipel gelegenen Raum.

### Verlegung nach Ostpreußen
Danach wurde die Division unter Zurücklassung der schweren Waffen und Panzerfahrzeuge im Eisenbahnblitztransport ins ostpreußische Marienburg verlegt. Nachdem im Raum Elbing eine notdürftige Neuausstattung mit Waffen und Fahrzeug erfolgt war, kam die Division in Süd-Ostpreußen zum Einsatz. Vom 21. Februar bis zum 27. März war sie in Abwehrkämpfe im Ermland beteiligt und zog sich danach auf den Brückenkopf um Heiligenbeil zurück.

### Abtransport über die Ostsee
Ende März erfolgte der Abtransport über die Ostsee zur Frischen Nehrung nach Pillau.

### Kapitulation
Nachdem Mitte April die etwa 4000 bis 5000 Mann starken Reste der Division nach Schleswig-Holstein evakuiert worden waren, erfolgte dort die Kapitulation.

## Kommandeure
- Generalmajor Kurt Feldt – 28. November 1941 bis 15. April 1942
- Generalmajor Bruno Ritter von Hauenschild – 15. April bis 12. September 1942
- Generalleutnant Arno von Lenski – 12. September 1942 bis 2. Februar 1943
- Generalleutnant Maximilian Reichsfreiherr von Edelsheim – 1. März 1943 bis 1. August 1944
- Generalmajor Gustav-Adolf von Nostiz-Wallwitz – 1. August 1944 bis 25. März 1945
- Major Rudolf von Knebel-Döberitz – 25. März bis 8. Mai 1945

### Bekannte Divisionsangehörige
- Günter K. Koschorrek (* 1923), ist ein Autor
- Arno von Lenski (1893–1986) war von 1956 bis 1957, als Generalmajor der Nationalen Volksarmee der DDR Chef der Panzertruppen und von 1958 bis 1967 für die NDPD Abgeordneter in der Volkskammer der DDR
- Paul Markgraf (1910–1993), war von 1945 bis 1949 Polizeipräsident von Groß-Berlin beziehungsweise von Berlin (Ost)
- Burkhart Müller-Hillebrand (1904–1987) war von 1961 bis 1965, als Generalleutnant des Heeres der Bundeswehr, stellvertretender Chef des Stabes im Supreme Headquarters Allied Powers Europe (SHAPE) der NATO und Buchautor
- Horst Niemack (1909–1992), Brigadegeneral d. R. der Bundeswehr, 1958–1988 Vorsitzender der Ordensgemeinschaft der Ritterkreuzträger und Vorsitzender des NOK der Bundesrepublik Deutschland
- Prinz Heinrich IV von Reuß, seit 1946 Chef des Hauses Reuß
- Horst Rocholl (1908–2004), war ein Mediziner, Übersetzer, Autor und Amateurfotograf
- Emil Spannocchi (1916–1992), war von 1978 bis 1981, als General des österreichischen Bundesheeres, Leiter der Sektion III im Bundesministerium für Landesverteidigung

### Ritterkreuzträger
| Name                                     | Geboren       | Auszeichnung             | Verleihung    | Dienstgrad       | Einheit            | Bemerkung               |
| ---------------------------------------- | ------------- | ------------------------ | ------------- | ---------------- | ------------------ | ----------------------- |
| Edelsheim, Maximilian Reichsfreiherr von | 6. Apr. 1897  | Schwerter mit Eichenlaub | 23. Okt. 1944 | Generalleutnant  | Kommandeur         | als 105. Soldat         |
| Edelsheim, Maximilian Reichsfreiherr von | 6. Apr. 1897  | Eichenlaub               | 23. Dez. 1942 | Oberst           | Kdr.PGR 26         | als 162. Soldat         |
| Hauenschild, Bruno Ritter von            | 9. Juni 1896  | Eichenlaub               | 27. Sep. 1942 | Generalmajor     | Kommandeur         | als 129. Soldat         |
| Michael, Georg                           | 10. Feb. 1917 | Eichenlaub               | 25. Jan. 1943 | Oberleutnant     | Fhr. II./PGR 26    | als 187. Soldat         |
| Freyer, Siegfried                        | 11. Feb. 1917 | Ritterkreuz              | 23. Juli 1942 | Wachtmeister     | 4.PR 24            | als erster der neuen PD |
| Schönfeld, Gerhard                       | 27. März 1919 | Ritterkreuz              | 25. Aug. 1942 | Oberleutnant     | 3.PzPiB 40         |                         |
| Broich, Friedrich Freiherr von           | 1. Jan. 1896  | Ritterkreuz              | 28. Aug. 1942 | Oberst           | Kdr. Pz.Brig.24    |                         |
| Hellermann, Vollrath von                 | 18. Mai 1900  | Ritterkreuz              | 21. Nov. 1942 | Oberstleutnant   | Kdr. PGR 21        |                         |
| Lanken, Dietrich von der                 | 13. Juni 1911 | Ritterkreuz              | 21. Nov. 1942 | Major            | Kdr. III/PR 24     |                         |
| Markgraf, Paul                           | 17. Juli 1910 | Ritterkreuz              | 3. Jan. 1943  | Oberleutnant     | Fhr. Pz.Jg.A. 40   |                         |
| Köhler, Georg                            | 24. Juli 1917 | Ritterkreuz              | 3. Jan. 1943  | Leutnant         | 3.PGR 26           |                         |
| Neufeld, Ernst                           | 29. März 1915 | Ritterkreuz              | 3. Jan. 1943  | Oberwachtmeister | 2. K4              |                         |
| Thiel, Gerhard                           | 9. Feb. 1907  | Ritterkreuz              | 20. Jan. 1943 | Rittmeister      | Fhr. III/PR24      |                         |
| Winterfeld, Wilfried von                 | 17. Apr. 1903 | Ritterkreuz              | 22. Jan. 1943 | Oberstleutnant   | Kdr. I/PR 24       |                         |
| Zimmermann, Hans                         | 23. Sep. 1915 | Ritterkreuz              | 22. Jan. 1943 | Hauptmann        | 8.PGR 26           |                         |
| Langen-Steinkeller, Ernst-Hasso von      | 7. Dez. 1916  | Ritterkreuz              | 9. Juni 1944  | Rittmeister      | Kdr. Pz.AA 24      |                         |
| Nostiz-Wallwitz, Gustav-Adolf von        | 11. Juli 1898 | Ritterkreuz              | 12. Juni 1944 | Oberst           | Kdr. PAR 89        |                         |
| Salamon, Dr. Friedrich                   | 10. Mai 1912  | Ritterkreuz              | 20. Juli 1944 | Stabsarzt        | Abt.Arzt II/PGR 26 |                         |
| Tesch, Karl-Heinz                        | 13. Okt. 1916 | Ritterkreuz              | 27. Juli 1944 | Stabsgefreiter   | 7.PGR 26           |                         |
| Koller, Gustav                           | 16. Apr. 1920 | Ritterkreuz              | 8. Aug. 1944  | Obergefreiter    | 1.PGR 21           |                         |
| Wenzel, Bernhard                         | 18. Jan. 1920 | Ritterkreuz              | 12. Aug. 1944 | Oberleutnant     | Chef 12.PR 24      |                         |
| Kollhofer, Josef                         | 5. Juni 1910  | Ritterkreuz              | 14. Aug. 1944 | Obergefreiter    | 4.PGR 26           |                         |
| Kahle, Rudolf                            | 27. Feb. 1914 | Ritterkreuz              | 2. Sep. 1944  | Hauptmann        | Kdr. PzPiB 40      |                         |
| Dannebaum, Alfred                        | 6. Feb. 1918  | Ritterkreuz              | 17. Sep. 1944 | Rittmeister      | Fhr. PzAA 24       |                         |
| Krüger, Erwin                            | 6. Mai 1914   | Ritterkreuz              | 17. Sep. 1944 | Oberführer       | PzAA 24            |                         |
| Staba, Erich                             | 3. Okt. 1920  | Ritterkreuz              | 21. Sep. 1944 | Leutnant         | 1.FEA 89           |                         |
| Böttcher, Paul                           | 2. Mai 1912   | Ritterkreuz              | 30. Sep. 1944 | Oberwachtmeister | Fhr. 2.FEA 89      |                         |
| Hünger, Georg                            | 10. Dez. 1916 | Ritterkreuz              | 6. Okt. 1944  | Oberleutnant     | Fhr. I/PGR 26      |                         |
| Reifner, Egon                            | 5. März 1916  | Ritterkreuz              | 16. Nov. 1944 | Oberleutnant     | Chef 3.PzPiB 40    |                         |
| Bülow, Karl-August Freiherr von          | 13. Juni 1905 | Ritterkreuz              | 12. Dez. 1944 | Oberst           | Kdr. PR 24         |                         |
| Poeppel, Julius                          | 4. Dez. 1912  | Ritterkreuz              | 31. Dez. 1944 | Wachtmeister     | 5.PGR 26           |                         |
| Raaf, Friedrich                          | 25. Mai 1920  | Ritterkreuz              | 18. Jan. 1945 | Leutnant         | Chef 7. PGR 21     |                         |
| Höhne, Georg                             | 21. Apr. 1912 | Ritterkreuz              | 18. Feb. 1945 | Major            | Fhr. PGR 26        |                         |
| Bonin, Dietrich von                      | 2. Feb. 1917  | Ritterkreuz              | 18. Feb. 1945 | Rittmeister      | Kdr. I/PGR 21      |                         |
| Thylmann, Hans                           | 13. Jan. 1917 | Ritterkreuz              | 18. Feb. 1945 | Major            | Kdr. I/PGR 26      |                         |
| Kuls, Wolfgang                           | 27. Feb. 1920 | Ritterkreuz              | 24. Feb. 1945 | Rittmeister      | Kdr. III/PR 24     |                         |
| Mohr, Rolf                               | 13. Feb. 1921 | Ritterkreuz              | 5. März 1945  | Unteroffizier    | 1.PGR 26           |                         |
| Scholz, Dr. Ing. Werner                  | 9. Nov. 1913  | Ritterkreuz              | 5. März 1945  | Leutnant         | 2.StGBrig 279      |                         |
| Blume, Hermann                           | 26. März 1909 | Ritterkreuz              | 11. März 1945 | Rittmeister      | Kdr. PzAA 24       |                         |